# Prospero Mandosio
Pour les articles homonymes, voir Mandosio.
Prospero Mandosio est un écrivain italien, érudit, biographe, compilateur et dramaturge, né à Rome le 14 août 1643, mort dans la même ville le 18 septembre 1724.

## Biographie
Né à Rome le 14 août 1643, il était chevalier de l'ordre de St-Étienne , membre des académies des Infecondi et des Umoristi, et il mourut le 18 septembre 1724, dans un âge peu avancé.

## Œuvres
- Centuria di enimmi, Pérouse, 1670, in-8° (c'est un recueil de cent énigmes ou problèmes) ;
- L'Innocenza trionfante , scenico trattenimento, Rome, 1676, in-12 ;
- L'Adargonte, tragedia, Rome, 1676, in-12 ;
- Bibliotheca Romana seu Romanorum scriptorum centuriæ X, Rome, 1682-1692, 2 vol. in-4°. Mandosio n'a observé aucune espèce d'ordre dans cette vaste compilation, et les Vies des écrivains, anciens ou modernes, y paraissent rangées au hasard : il est vrai que la double table alphabétique mise à la fin de chaque volume aide à retrouver au besoin les cinq cents personnages qui s'y trouvent mentionnés. On y lit parfois des détails curieux et intéressants ; mais plusieurs articles sont fort insignifiants, et il y en a qui se bornent à trois lignes. On reproche à l'auteur d'avoir beaucoup profité des recherches d'Agostino Oldoini, sans le citer. Il promettait un troisième volume qui aurait compris les vies des écrivains naturalisés romains.
- Θέατρον in quo maximorum christiani orbis pontificum archiatros spectandos præbet, Rome, 1696, in-4°. C'est un recueil des Vies des premiers médecins des papes (depuis Nicolas Ier), avec le catalogue de leurs ouvrages, imprimés ou manuscrits. On trouve beaucoup d'érudition dans ce livre, devenu assez rare, mais effacé par le traité de l'abbé Luigi Gaetano Marini : Degli archiatri pontifici, Rome, 1784, 2 vol.
- Catalogo d'autori che hanno dato in luce opere spettanti al giubileo dell'anno santo, Rome, 1700, in-16.

Giovanni Cinelli Calvoli parle avec éloge de Mandosio dans la Bibliothèque volante, t. 3, p. 250-252.

## Source
- « Mandosio (Prosper) », dans Louis-Gabriel Michaud, Biographie universelle ancienne et moderne : histoire par ordre alphabétique de la vie publique et privée de tous les hommes avec la collaboration de plus de 300 savants et littérateurs français ou étrangers, 2e édition, 1843-1865 [détail de l’édition]